# Eriocaulon longicuspe
Eriocaulon longicuspe är en gräsväxtart som beskrevs av Joseph Dalton Hooker. Eriocaulon longicuspe ingår i släktet Eriocaulon och familjen Eriocaulaceae. IUCN kategoriserar arten globalt som livskraftig.

## Underarter
Arten delas in i följande underarter:
- E. l. longicuspe
- E. l. zeylanicum